# Cant dels maulets
El «Cant dels maulets» és una cançó del grup musical Al Tall del seu cinquè disc, Quan el mal ve d'Almansa..., publicat l'any 1979. Els maulets van ser un grup partisà de valencians que donà suport a l'arxiduc Carles d'Àustria en la Guerra de Successió espanyola. Amb els anys, el «Cant dels maulets» s'ha convertit en un himne antiborbònic conegut al llarg i ample dels Països Catalans que sol acompanyar les visites indesitjades de Felip VI d'Espanya.
Composta amb lletra de Vicent Torrent i música de Ximo Caffarena a partir de la melodia de la dansa popular valenciana la «Xàquera vella», la cançó ha esdevingut un estàndard per a les colles de dolçainers. El grup Obrint Pas en va fer una versió que clou el seu tercer disc, Terra, publicat l'any 2002.

## Història

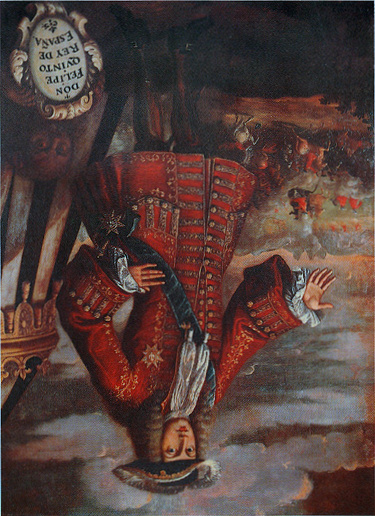
Retrat de Felip V exposat cap per avall a l'Almodí de Xàtiva per haver incendiat la ciutat el 1707

La cançó dona a conèixer un dels episodis fins llavors més desconeguts del Regne de València, la batalla d'Almansa, que tingué lloc el 25 d'abril del 1707 en el context de la Guerra de Successió. Les tropes de Felip V de Borbó, net de Lluís XIV de França, derrotaren les de l'arxiduc Carles d'Àustria, fet que comportà que Castella ocupés el Regne de València per dret de conquesta, perdent, així, els furs concedits fins aleshores i imposant-li els Decrets de Nova Planta, que va suposar la derogació de les institucions pròpies, la implantació del castellà com a llengua preeminent i un nou règim absolutista que es fonamentava en la «reial voluntat» del monarca com a font de tota sobirania.
Botifler és el malnom amb què a la Corona d'Aragó es va titllar els partidaris de Felip V durant la Guerra de Successió. Des de llavors fins avui, el malnom «botifler» encara s'empra per referir-se als traïdors al país, és a dir, tots aquells que col·laboren amb els enemics de la llengua, cultura i identitat catalanes.
La cançó té un aire festiu. Narra el moment en què l'arxiduc Carles d’Àustria és proclamat rei pels seus partidaris i la celebració que tot això comporta. El «Cant de maulets» vol reproduir l'ambient de festa en una taverna de qualsevol població maulet lliure, com Xàtiva, abans de la desfeta quan encara vencien la batalla durant la Guerra de Successió.